# Adam Bergman
Adam Bergman (Minneapolis, 30 augustus 1980) is een Amerikaanse wielrenner. Hij is professional sinds 2003.
Hij begon zijn carrière op 15-jarige leeftijd als mountainbiker en stapte nog datzelfde jaar over op de weg. Zijn talent kwam tot uiting in 2003 toen voor zijn thuispubliek in Minneapolis de leiderstrui overnam bij de Nature Valley Grand Prix.
In juli 2004 kreeg hij van de USADA een schorsing opgelegd van twee jaar wegens het gebruik van epo. Hij ontkende initieel, maar bekende later in februari 2006 doping gebruikt te hebben.
Naast fietsen is zijn hobby skiën.